# セレン化銅インジウムガリウム
セレン化銅インジウムガリウム (CIGS) は銅、インジウム、ガリウム、セレンからなるI-III-VI2半導体。原料はセレン化銅インジウム（しばしばCISと略される）とセレン化銅ガリウムの固溶体である。化学式はCuIn(1-x)Ga(x)Se2でありxの値は1（純粋なセレン化銅インジウム）から0（純粋なセレン化銅）まで変化することができる。CIGSはカルコパイライト結晶構造を有する四面体結合半導体であり、約1.0eV（セレン化銅インジウムの場合）から約1.7eV（セレン化銅ガリウムの場合）まで連続的に変化するバンドギャップを有する。

## 構造
CIGSはカルコパイライト結晶構造を有する四面体結合半導体である。加熱することで閃亜鉛鉱に変化し、このときの転移温度はx = 0の場合の1045℃からx = 1の場合の805℃である。

## 応用
太陽光発電産業で使われる薄膜技術であるCIGS太陽電池の材料として最もよく知られている。ここでCIGSは柔軟性の高い基板材料の上に堆積することができ、非常に柔軟で軽いソーラーパネルを製造することができるという利点を有する。効率の向上によりCIGSは代替電池材料の中で確立した技術となった。